# Cunard Line
Cunard Line (1934-1947: Cunard White-Star Limited) – brytyjskie przedsiębiorstwo żeglugowe operujące takimi statkami wycieczkowymi jak Queen Mary 2.

## Historia
Historia Cunard ma swoje początki w 1838 roku, kiedy to kanadyjski magnat morski Samuel Cunard wspólnie z inżynierem Robertem Napierem, biznesmenem Jamesem Donaldsonem, sir George’em Burnsem i Davidem MacIverem stworzył Brytyjską i Północnoamerykańską Królewską Parowcową Kompanię Pocztową (British and North American Royal Mail Steam Packet Company) w Halifaksie (Nowa Szkocja). Firma wygrała przetarg na prawa do przewozu poczty pomiędzy Anglią a Ameryką Północną. Wygrana w tym przetargu pozwoliła im na używanie formuły RMS (Royal Mail Steamer) w nazwach ich statków. Niedługo po tym wydarzeniu firma zmieniła swoją nazwę na Cunard Steamships Limited.

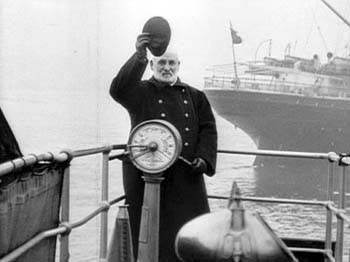
Kapitan machający ze statku Cunard Line

W roku 1840 pierwszy parowiec linii Cunard przepłynął z Liverpoolu do Bostonu zakreślając początek pierwszego regularnego połączenia morskiego przewożącego zarówno pasażerów, jak i towary. Linia Cunard napotkała na swojej drodze liczną konkurencję ze strony Brytyjczyków, Niemców, jak i Amerykanów, ale wszystkich ich pokonała m.in. dzięki wielkiemu naciskowi na bezpieczeństwo pasażerów. W istocie firma nigdy nie straciła statku pasażerskiego w wyniku katastrofy (jedynie w wyniku działań wroga w czasie wojny).
Do linii Cunarda należał m.in. pierwszy żelazny transatlantyk Persia, a także ostatni bocznokołowiec, który był zdobywcą Błękitnej Wstęgi Atlantyku Scotia.
Flota Cunard Line w drugiej połowie XIX w. nie należała ani do największych, ani do najszybszych, ale słynęła z niezawodności oraz bezpieczeństwa. Po znacznym pomnożeniu swojego majątku firma przejęła Kanadyjską Północną Linię Okrętową (Canadian Northern Steamship Limited).
7 czerwca 1907 roku zwodowano RMS Lusitania – największy i najbardziej luksusowy statek swoich czasów. Jednakże 7 maja 1915 roku została ona zatopiona przez niemieckiego U-Boota podczas swojego 202. rejsu przez Atlantyk. RMS Lusitania i jej bliźniaczka RMS Mauretania były pierwszymi wielkimi transatlantykami napędzanymi turbinami parowymi, co dawało prędkość znacznie większą od klasycznej maszyny tłokowej. Z tego też powodu oba statki biły rekordy prędkości, a RMS Mauretania po zatopieniu bliźniaczego statku utrzymała go przez wiele lat. Po zatonięciu Lusitanii jej miejsce zajęła podobnej budowy RMS Aquitania, która jako jedyny czterokominowy transatlantyk przetrwała następnie II wojnę światową.

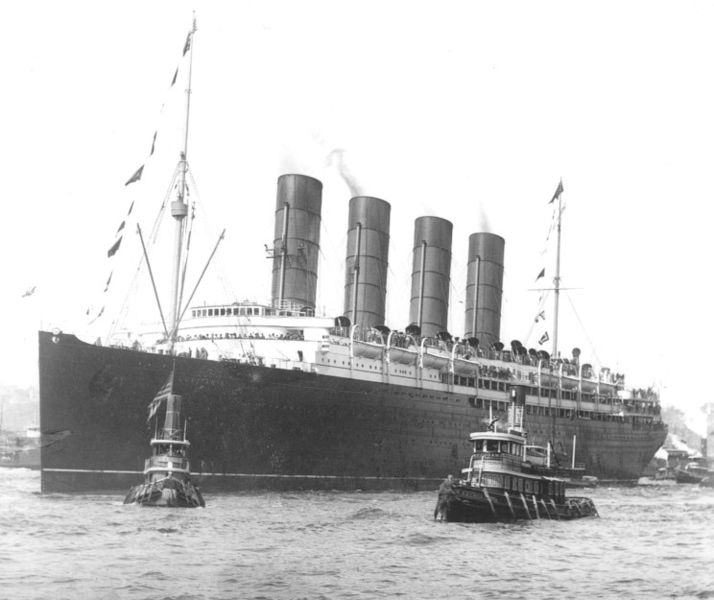
RMS Lusitania – zatopiona 7 maja 1915

Do floty Cunarda należał także transatlantyk RMS Carpathia, który zasłynął uratowaniem ponad 700 rozbitków z Titanica, a po I wojnie światowej RMS Berengaria, dawny niemiecki transatlantyk Imperator, otrzymany w ramach reparacji wojennych – i nazwany imieniem królowej Anglii z przełomu XII–XIII wieku, która... nigdy nie postawiła swej stopy na angielskiej ziemi.
W latach trzydziestych XX w. w czasie wielkiego kryzysu firma wpadła w tarapaty finansowe podczas budowy transatlantyku RMS Queen Mary, największego statku świata. Ostatecznym wyjściem z kłopotów okazało się połączenie z największym konkurentem, amerykańską pod względem kapitału, ale pływającą pod banderą brytyjską linią żeglugową White Star Line, która po utracie dwóch legendarnych bliźniaczych liniowców Titanica oraz Britannica nie mogła się pozbierać i uchodziła za linię pechową z uwagi na spektakularne straty kilku statków. Transakcja okazała się zbawienna dla obydwu firm, przy czym po kilku latach połączona firma wróciła do nazwy Cunard Line, jako że w istocie połączenie było wchłonięciem White Star Line.
Przez ponad półtora wieku Cunard dominował na rynku pasażerskich połączeń transatlantyckich, stając się jedną z najważniejszych kompanii na świecie. Jej statki odgrywały ogromną rolę w rozwoju gospodarki światowej oraz uczestniczyły w większości brytyjskich akcji militarnych od wojny krymskiej do wojny o Falklandy (w której kontenerowiec Atlantic Conveyor zatonął po trafieniu pociskiem rakietowym).
Linia zaczęła chylić się ku upadłości w latach 50. XX wieku z powodu bardzo szybkiego rozwoju transportu lotniczego. Zarząd firmy zadecydował o podpisaniu umowy partnerskiej z największą brytyjską linią lotniczą – BOAC (British Overseas Airways Corporation; teraz British Airways). W roku 1962 BOAC i Cunard stworzyły spółkę BOAC-Cunard Ltd., która obsługiwała połączenia lotnicze do Ameryki Północnej, na Karaiby oraz do Ameryki Południowej, ale pakt ten rozwiązano w 1966 roku.
6 listopada 2000 linia Cunard złożyła oficjalne zamówienie na statek RMS Queen Mary 2, który zwodowany został 25 sierpnia 2004. Jako zakres jego działania ustalono obsługę połączeń transatlantyckich, ale w istocie jest on wycieczkowcem. Do czasu zwodowania MS Freedom of the Seas (20 sierpnia 2005) był on największym statkiem pasażerskim na świecie.
W roku 1998 Cunard stał się jedną z licznych linii należących do Carnival Corporation. 1 stycznia 2005 wszelkie majątki, długi oraz zobowiązania linii zostały przejęte przez Carnival plc. Na tym zakończyła się bardzo długa historia Cunard Line Limited, jednak nazwa Cunard cały czas ze względów tradycyjnych widnieje na jednostce RMS Queen Mary 2. Ma ona też typowe dla Cunarda malowanie komina – czerwone z czarnym pierścieniem u szczytu.
Aktualnie ostatni statek Cunarda jest kontrolowany i użytkowany przez Princess Cruises z Kalifornii.

## Statki
Linia Cunard użytkowała wiele znanych statków, a wśród nich:
- SS Acadia – zwodowany w 1840 roku, sprzedany armii niemieckiej w 1849
- SS Africa – zwodowany w 1850 roku, sprzedany w 1868
- RMS Alaunia – zwodowany 9 czerwca 1913, zatopiony przez wpłynięcie na minę 19 października 1916
- RMS Albania – kupiony przez Cunard w 1911 roku, sprzedany w 1912
- RMS Albania – zwodowany 17 kwietnia 1920, sprzedany w 1930
- SS America – zwodowany w 1848 roku, zezłomowany w 1875
- RMS Andania – zwodowany 1922, zatonął 16 czerwca 1940.
- RMS Antonia – zwodowany 1921, sprzedany do Admiralicji w roku 1942
- RMS Aquitania – rozpoczął działalność w 1914, pocięty na złom w 1950
- RMS Ascania – zakupiony przez Cunard w 1911, zatonął w 1918
- RMS „Ascania”(inne języki) – zwodowany w 1923, rejs dziewiczy w 1925, zezłomowany w 1956
- SS Asia – zwodowany w 1850 roku, zatonął w 1876
- RMS Aurania – rozpoczął rejsy w 1924, sprzedany do Admiralicji w 1942
- RMS Berengaria
- RMS Britannia – pierwszy pasażerski rejs transatlantycki w 1840 roku
- SS Cambria – zwodowany w 1845, sprzedany w 1860
- RMS Campania – zwodowany w 1892, wygrał Błękitną Wstęgę Atlantyku w 1894 roku, sprzedany w 1914
- RMS Carinthia – zwodowany w 1925, zatopiony przez U-boota w 1940
- RMS Carinthia – zwodowany w 1955, sprzedany w 1968
- RMS Carmania
- RMS Caronia – rozpoczął działalność w 1949, sprzedany w 1968
- RMS Carpathia – rozpoczął działalność w 1903, uratował rozbitków z okrętu Titanic w 1912 Zatonął 17 lipca 1918 w okolicach wybrzeży Irlandii, po storpedowaniu przez niemieckiego U-boota U-55
- SS Catalonia – rozpoczął działalność w 1881 roku, zwolniony ze służby w 1901
- SS Cephalonia – rozpoczął działalność w 1882 roku, zatonął w Port Authur w 1904 roku
- RMS Etruria – rozpoczął działalność w 1885 roku, zwolniony ze służby w 1910

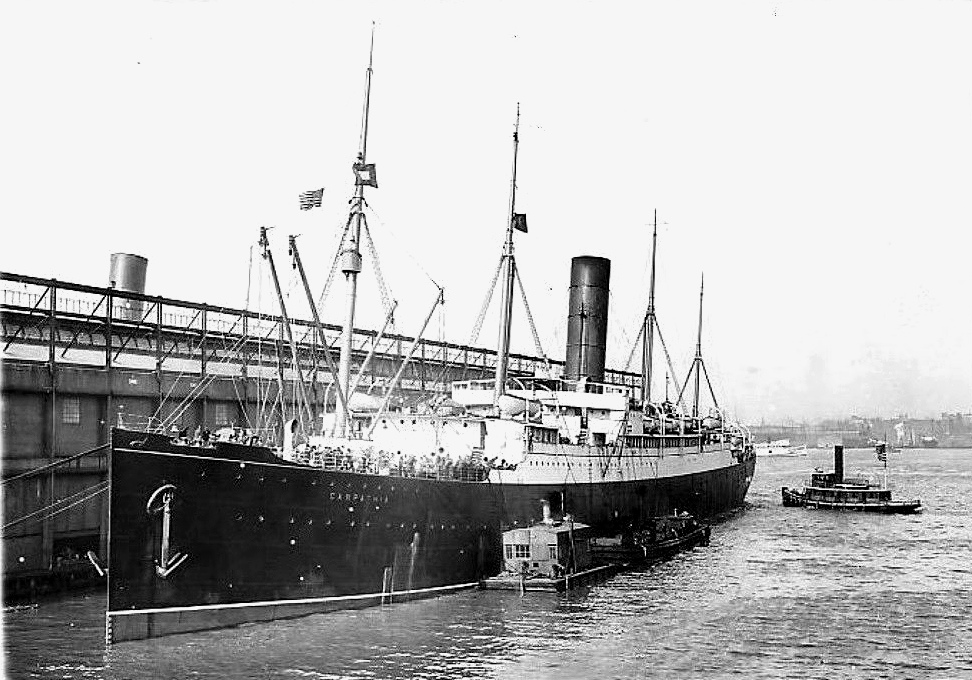
RMS Carpathia – statek, który uratował rozbitków z Titanica

- RMS Franconia (1910) – rozpoczął działalność w 1910 roku, zatonął po storpedowaniu przez U-47 4 października 1916 roku
- RMS Franconia (1922) – rozpoczął działalność w 1922 roku, zwolniony ze służby w 1956
- SS Hibernia – rozpoczął działalność w 1843 roku, sprzedany armii hiszpańskiej w 1850
- SS Ivernia – rozpoczął działalność w 1900, zatonął po storpedowaniu przez U-47 w 1917 roku
- RMS Ivernia – rozpoczął działalność w 1955 roku, później przemianowany na Franconia, zakończył służbę w 2004
- RMS Laconia – rozpoczął działalność w 1912, zatopiony przez U-Boota w 1917
- RMS Laconia – rozpoczął działalność w 1922, zatopiony przez U-boota w 1942
- RMS Lancastria – rozpoczął działalność w 1922 jako Tyrrhenia, zatonął przez bombardowania w 1940 roku
- RMS Lucania
- RMS Lusitania – rozpoczął działalność w 1906, zatonął po storpedowaniu U-20 w 1915
- RMS Majestic – rozpoczął działalność w 1934
- RMS Mauretania (1906) – rozpoczął działalność w 1907
- RMS Mauretania
- SS Pavonia – rozpoczął działalność w 1882 roku, zwolniony ze służby w 1900
- SS Oregon – rozpoczął działalność w 1884 roku, zwolniony ze służby
- SS Orduna – rozpoczął działalność w 1914 roku, zwolniony ze służby w 1950
- RMS Queen Elizabeth – rozpoczął działalność w 1940, zwolniony ze służby w 1968
- RMS Queen Elizabeth 2 – rozpoczął działalność w 1969. Sprzedany do Dubaju w 2008 i zamieniony w pięciogwiazdkowy hotel.
- MS Queen Elizabeth – rozpoczął działalność w 2010 roku
- RMS Queen Mary – rozpoczął działalność w 1936 roku, zwolniony ze służby w 1967
- RMS Queen Mary 2 – rozpoczął działalność w 2004 roku
- MS Queen Victoria – zwodowany w 2007 roku. Ten statek nie będzie już nosił nazwy RMS Royal Mail Steamer.
- RMS Samaria – prawdopodobne wodowanie w 2012 roku
- RMS Saxonia – rozpoczął działalność w 1900 roku, zwolniony ze służby w 1925
- RMS Scythia
- SS Servia
- SS Ultonia – rozpoczął działalność w 1898 roku, zatonął po storpedowaniu przez U-53 27 czerwca 1917 roku
- RMS Umbria – rozpoczął działalność w 1884 roku, zwolniony ze służby w 1910
- SS Unicorn – rozpoczął działalność w 1840 roku, zwolniony ze służby 1846
- „Countess”
- „Princess”

## Osiągnięcia
Niektóre z wielu osiągnięć Cunard Line:
- Pierwsze transatlantyckie połączenie pasażerskie (Britannia, 1840)
- Pierwszy statek pasażerski z elektrycznym oświetleniem (Servia, 1881)
- Pierwszy dwuśrubowy liniowiec oceaniczny (Campania, 1893)
- Pierwsze centrum zdrowotne (Franconia, 1911)
- Największy statek pasażerski (przed rokiem 1996, Queen Mary, 1940)
- Największy statek pasażerski (nie licząc wycieczkowców) (Queen Mary 2, 2004)